# تشيزاري كاتانيو
تشيزاري كاتانيو (18 أغسطس 1951 إيطاليا - ) هو مدرب ولاعب كرة قدم إيطالي سابق لعب كمدافع.